# Skorušina (podcelek)
Skorušina je geomorfologický podcelek Skorušinských vrchů. Nejvyšším vrcholem je stejnojmenný vrch s nadmořskou výškou 1314 m.

## Polohopis
Podcelek zabírá střední část pohoří a od sousedních podcelků Skorušinských vrchů ho oddělují výrazné údolí. Řeka Oravice odděluje východně ležící Oravickou Maguru, Studený potok na západním okraji vytváří hranici s podcelkem Kopec. Severním směrem leží Oravská kotlina, severozápadně Oravská vrchovina. Jižním směrem leží Podtatranská brázda a její podcelek Zuberská brázda. 

## Vybrané vrcholy
- Skorušina (1314 m n. m.) - nejvyšší vrch podcelku i pohoří
- Mikulovka (1193 m n. m.)
- Blatná (1143 m n. m.)
- Javorková (1140 m n. m.)
- Ostrý vrch (942 m n. m.)

## Turismus
Hřebenem pohoří vede  červeně značený turistický chodník, který spojuje obce Oravský Biely Potok a Oravice. Na hlavní trasu se připojují chodníky z obcí v okolí, které zároveň nabízejí i ubytovací možnosti.